# Dzjoni Chetsuriani
Dzjoni Chetsuriani (georgiska: ჯონი ხეცურიანი), född 20 mars 1998, är en georgisk brottare som tävlar i grekisk-romersk stil.

## Karriär
Vid EM 2025 i Bratislava tog Salimov brons i 67 kg-klassen efter att ha besegrat turkiske Murat Fırat i bronsmatchen.